# 피터 폰다
피터 헨리 폰다(영어: Peter Henry Fonda, 1940년 2월 23일 ~ 2019년 8월 16일)는 미국의 배우이다. 배우 헨리 폰다의 아들이자 배우 제인 폰다의 남동생이다.

## 출연 작품
- 이지 라이더
- 도시의 블루스
- 율리스 골드